# Miranda Hobbes
Miranda Hobbes kitalált szereplő az 1998 és 2004 között sugárzott Szex és New York című HBO-sorozatban. A szerepet a sorozat 2008-ban készült filmváltozatában, valamint annak 2010-es folytatásában, a Szex és New York 2.-ben is megismételte. Alakítója Cynthia Nixon.

## Személyiség
Miranda ügyes, magabiztos és büszke mindarra, amit elért. Folyamatosan emeli a mércét, mind magán, mind pedig professzionális életében. Bevásárolta magát az ügyvédi irodába, ahol dolgozik és sikerült megvennie az Upper West Side-on álló lakását is. Néha azért elégedetlenül szemléli szerelmi életét és olykor fel is hagyott a szerelem keresésének gondolatával. A külvilág számára kemény nőnek tűnik, nem könnyen nyílik meg mások számára. Sérülékenységét cinizmussal álcázza és nagy adag öniróniával. Miranda elég földhözragadtan szemléli a divatot. Szerinte öltözni szükséges, mert kell. Inkább, mint örökké követni a legújabb divatot. Nappali ügyvédi munkájához egyszerű vonalvezetésű ruhákat hord szívesen. Lassan elszakad a merev színösszeállításoktól és hatásosabb színekkel kísérletezik. A hétvégén pedig imád lezseren és fiatalosan öltözni.

## Hol lakik?
Miranda egy elképesztően drága háborús lakásban lakik az Upper West Side-on, a Nyugati 78. utca 331. szám alatt. A lakást a második évadban vásárolja meg, itt lakik egészen addig, amíg Brooklynba nem költözik Steve és Brady kedvéért.

## Kapcsolatok

### Skipper Johnson
Skipper többször is feltűnik Miranda hódolójaként. Bármit megtenne érte, függetlenül attól, hogy az hol ámítja a fiút, hol csak egyestés szexkalandnak használja. Ő az a pasi, akit egy magányos estén bármikor fel lehet hívni, mindig készen áll. Mindez odáig fajul, hogy egyszer Skipper szex közben szakít aktuális barátnőjével, csak azért, mert Miranda telefonon randira hívja.

### Dr. Robert Leeds
Mikor Miranda rájön, hogy gyermeke apjába szerelmes, de neki már komoly kapcsolata van egy másik nővel, maga alá kerül. Épp ekkor kezd udvarolni az elbűvölő szomszéd, Dr. Robert Leeds, aki még szeretlek feliratú sütit is készít neki. Miranda azonban sosem tudja kimondani a bűvös szót, ezért Steve-ért elhagyja Robertet.

### Steve Brady
Miranda az első pillanattól kezdve küzd az érzéseivel. Harcol a rokonszenves fiúval, kapcsolatuk ellen. Összejönnek, veszekednek, és újra és újra előkerül a "Nem egy helyről jöttünk, Steve!" mondat. Szakítanak, de srác makacs és kitartó. Sőt "együttérző szexük" (miután eltávolították Steve egyik heréjét) következtében később közös gyerekük születik. Ám Miranda a bébi megléte ellenére szingli akar maradni. Vagy legalábbis addig így gondolja, amíg nem lesz féltékeny Steve új barátnőjére, és rá nem jön: valójában szereti a férfit. Így a történet vége házasság és költözés gyerekkel, kutyával, valamint Steve édesanyjával egy új házba. És ami még meglepőbb: Manhattanből egyenesen Brooklynba!

## Fordítás
- Ez a szócikk részben vagy egészben az Miranda Hobbes című angol Wikipédia-szócikk fordításán alapul.  Az eredeti cikk szerkesztőit annak laptörténete sorolja fel. Ez a jelzés csupán a megfogalmazás eredetét és a szerzői jogokat jelzi, nem szolgál a cikkben szereplő információk forrásmegjelöléseként.